# Åke Hedvall
Åke Hedvall (* 9. April 1910 in Västerfärnebo, Sala; † 7. April 1969 ebenda) war ein schwedischer Diskuswerfer.
Bei den Olympischen Spielen 1936 in Berlin wurde er Achter und bei den Leichtathletik-Europameisterschaften 1938 in Paris Neunter.
1936 wurde er Schwedischer Meister mit seiner persönlichen Bestleistung von 50,16 m.